# Diaspora (Roman)
Diaspora ist ein Science-Fiction-Roman des australischen Schriftstellers Greg Egan. Die englische Ausgabe wurde im Jahr 1997 von der Orion Publishing Group in London veröffentlicht. Die deutsche Ausgabe wurde im Jahr 2000 vom Heyne Verlag in München veröffentlicht. Die Übersetzung stammt von Bernhard Kempen. Der Roman beschreibt die ferne Zukunft der Menschheit und ihren Zerfall in drei Fraktionen, die entweder in biologischen Körpern, Roboterkörpern oder als Simulation auf Supercomputern leben, und ihrer Entwicklung und Reise über das beobachtbare Universum hinaus sowie Suche nach der Ursache, nachdem das Sonnensystem unerwartet von einer kosmischen Katastrophe heimgesucht wird. Dabei geschieht dies durch Entsendung digitaler Kopien mehrerer Charaktere in interstellaren Missionen, die miteinander über enorme Distanzen in Kontakt bleiben. Der Titel bezieht sich dabei auf das altgriechische Wort für „Zerstreuung“ oder „Verstreuung“. Heutzutage wird unter einer Diaspora eine religiöse, nationale, kulturelle oder ethnische Gemeinschaft bezeichnet, welche ihre traditionelle Heimat verlassen und sich über weite Teile der Welt verstreut hat. Umgangssprachlich werden auch die so lebenden Gemeinschaften selbst oder ihr Siedlungsgebiet so bezeichnet.

## Konzepte
Flesher: Eine der drei Fraktionen der Menschheit. Diese besteht aus gewöhnlichen Menschen, die auf der Erde beheimatet sind. Viele von ihnen haben jedoch im Rahmen des Transhumanismus ihre Gene modifiziert und auf dadurch mögliche Methoden wie Anti-Aging oder Erweiterte Intelligenz zurückgegriffen sowie Existenzen in neuen Lebensräumen wie etwa dem im Meer ermöglicht. Es existiert sogar eine Subkultur (bekannt als „Dream Apes“), welche sich etwa durch Entfernung der höheren Gehirnfunktionen sowie der Eigenschaft zur Sprache über Generationen hinweg wieder den Affen angenähert hat, da dies eine Zurückgewinnung der menschlichen Unschuld und Verbundenheit mit der Natur bedeutet. Die Fleshers bilden die kleinste Fraktion.
Gleisner: Eine der drei Fraktionen der Menschheit. Diese besteht aus Menschen, die ihr Bewusstsein in von der Firma Gleisner gebaute Roboter übertragen haben und im Asteroidengürtel sowie anderen Orten im Sonnensystem leben. Zur Vermeidung von Konflikten mit den Fleshers haben die Gleisner die Erde verlassen und bereiten eine interstellare Kolonisationsmission von dreiundsechzig Raumschiffe in einundzwanzig umliegende Sternensysteme vor. Ein Teil der Gleisner (bekannt als „Star Puppies“) bleibt dabei in Echtzeit während des Transits wach, statt in einen Zustand der temporären Deaktivierung einzutreten. Dabei sorgen mentale Modifikationen für ein anhaltendes Gefühl der Freude und verhindern einen Fall in den Wahnsinn während der langen Reise. Die Firma Gleisner wird ebenfalls in der Kurzgeschichte Transition Dreams von Greg Egan erwähnt.
Citizens: Eine der drei Fraktionen der Menschheit. Diese besteht aus digitalen Simulationen auf riesigen Supercomputern, welche in virtuellen Realitäten mithilfe von Avataren und Icons interagieren. Die Citizens bilden die größte Fraktion und sind anders als Fleshers und Gleisner nicht an reale Zeit gebunden (etwa lassen einige Citizens ihr Bewusstsein so langsam berechnen, dass sie geologische Erosionen und Kontinentalverschiebungen beobachten können) oder in gleichem Maße auf reale Rohstoffe angewiesen, weswegen sie etwa die interstellaren Kolonisationsmissionen der Gleisner als kindisch und letztendlich sinnlos betrachten. Umgekehrt betrachten die Gleisner die Citizens als zu isoliert und solipsistisch.
Polis: Bezeichnung für eine Gemeinschaft von Citizens. Deren Verbund mit allen zugehörigen Raumsonden, Satelliten und Drohnen im Sonnensystem wird Koalition der Polises genannt. Diese bildet gewissermaßen das Rückgrat der Menschheit. „Polis“ ist das griechische Wort für „Stadt“ oder „Staat“. Erwähnt werden im Roman die isolierte Polis Konishi, welche sich auf einem etwa zehn Zentimeter langen Supercomputer tief unter der sibirischen Tundra befindet, und die Polis Carter-Zimmermann (kurz CZ), welche weniger solipsistisch einen Sinn im Studium der realen Physik des Universums sieht. Jede Polis verfügt über mehrere Sicherheitskopien an verschiedenen Orten des Sonnensystems.
Introdus: Bezeichnung für den durch Mind uploading verursachten Beginn der Massenmigration in die digitale Welt in der zweiten Hälfte des 21. Jahrhunderts. Aus diesem Grund wird Diaspora von Fans häufig als mögliche Fortsetzung zu Permutation City gesehen, obwohl es zwischen den Romanen keine direkte Verbindung gibt und dies auch nie von Greg Egan bestätigt wurde.
Kozuch-Theorie: Von Renata Kozuch entwickelte physikalische Theorie, in der sämtliche Elementarteilchen durch punktartige Wurmlöcher beschrieben werden, deren Eigenschaften vollständig durch ihre sechsdimensionale Geometrie erklärt werden können. Mathematisch ergibt sich dies durch ein Faserbündel mit der Mannigfaltigkeit des Universums als Basisraum und einer sechsdimensionalen Sphäre als Faser. Eine vereinfachte Visualisierung der zentralen Idee mit einer zweidimensionalen Sphäre findet sich auf der Webseite von Greg Egan. Im Roman reisen die Charaktere in das durch die sechsdimensionale Sphäre beschriebene Universum, jedoch kann dieses im Gegensatz zu unseren Universum keine Lorentzsche Metrik (mit einer Zeit- und ansonsten Raumdimensionen) tragen, da dessen Euler-Charakteristik nicht verschwindet.
Lacerta G-1 (kurz Lac G-1): Fiktives Doppelsternsystem aus zwei Neutronensternen im Sternbild Eidechse (lateinisch Lacerta) in einer Entfernung von etwa hundert Lichtjahren zur Erde. Visualisierungen der abgestrahlten Gravitationswellen sowie Berechnungen sind auf der Webseite von Greg Egan zu finden.

## Handlung
Im Jahr 2975 wird Yatima in der Polis Konishi durch eine Orphanogenesis ohne Abstammung von Eltern geboren und von Inoshiro, Gabriel und Blanca aufgezogen. Da die subjektive Zeit der Polis Konishi achthundertfach schneller berechnet wird als reale Zeit, wird Yatima innerhalb weniger realer Tage erwachsen und verschreibt sich dem Studium der sogenannten Wahrheitsminen, dem mathematischen Archiv der Polis Konishi, wobei etwa der Satz von Gauß-Bonnet anhand eines Oktaeders erklärt wird. Yatima und Inoshiro besuchen zudem in inaktiven Gleisner-Robotern den Flesher Orlando in Atlanta auf der Erde.
Im Jahr 2996 entdeckt der Gleisner Karpal auf dem Observatorium Bullialdus auf dem Mond über die abgestrahlten Gravitationswellen einen extremen Energieverlust (entspricht etwa der Masse des Mondes) von Lac G-1. Dadurch wird die Zeit bis zur Kollision von sieben Millionen Jahren auf vier Tage reduziert. Obwohl die Gammastrahlung nicht bis zur Erdoberfläche durchdringen wird, werden die zerstörte Ozonschicht und die Entstehung von giftigen Stickoxiden die Erde langsam unbewohnbar machen und sämtliche Flesher töten. Yatima und Inoshiro begeben sich erneut nach Atlanta und bieten der Bevölkerung die Umsiedlung in die Polis Konishi an, welche jedoch von einer Lüge für einen neuen Introdus ausgeht und sich weigert. Kurz nach der Konferenz erscheint die Kollision in Lac G-1 als helles Licht am Himmel und löst ein langsames Massensterben aus. Yatima kann noch einige wenige Flesher, darunter Orlando, in die Polis Konishi retten.
Im Jahr 3015 hat sich Inoshiro wegen der von Lac G-1 verursachten Zerstörung mental modifiziert, um nicht mehr an der realen Welt interessiert zu sein, und sich zurückgezogen. Yatima ist dagegen auf die Polis Carter-Zimmermann übergesiedelt, um mit herauszufinden, weshalb die Kozuch-Theorie bei der Vorhersage der Kollision von Lac G-1 versagte. Inzwischen haben die Gleisner das Sonnensystem mit interstellaren Raumschiffen verlassen und eines soll das bei der Kollision entstandene Schwarze Loch in Lac G-1 untersuchen. Gabriel und Blanca versuchen dagegen die Kozuch-Theorie für die Erzeugung makroskopischer Wurmlöcher für interstellare Reisen nutzbar zu machen. Ein entscheidendes Problem ist dabei ein durch ein Paar von Wurmlöchern hindurch geschicktes Signal, da ein weiteres relativ dazu bewegtes Paar an Wurmlöchern dieses zurück schicken und dessen Eintritt verhindern kann. Dadurch wären Zeitreisen möglich. Blanca diskutiert mit einer Simulation von Kozuch selbst und versucht sich an erweiterten Modellen mit einem zwölfdimensionalen Torus anstatt einer sechsdimensionalen Sphäre als Standardfaser.
Im Jahr 4309 erreicht eine Diaspora aus interstellaren Raumschiffen den Planeten Orpheus im Orbit um den Stern Wega. Dieser ist mit einem riesigen Ozean bedeckt in welchem teppichartige Strukturen herumschwimmen, die hunderte Meter groß werden können und sich dann teilen. Eine genauere Untersuchung durch hinuntergeschickte Mikrosonden, ob es sich um außerirdische Lebensformen handelt, zeigt deren Struktur als gewaltige Moleküle aus etwa zwanzigtausend Polysacchariden, welche der Wang-Parkettierung folgen. Nach einem von Wang Hao bewiesenen Theorem kann diese jede beliebige Turing-Maschine beschreiben, wobei jede Zeile eine weitere Iteration der Berechnung beschreibt. Dadurch wird ein sechzehndimensionales Universum simuliert, doch eine Kontaktaufnahme mit den darin simulierten Außerirdischen bleibt ausgeschlossen.
Im Jahr 4936 erreicht eine weitere Diaspora aus interstellaren Raumschiffen den Planeten Swift im Orbit und den Stern Voltaire. Dieser besteht nur aus den jeweils schwersten Isotopen jedes Elements, wobei die zusätzlichen Neutronen über makroskopische Wurmlöcher aus Lac G-1 entfernt und zusätzlich modifiziert wurden. Ihre gemäß der Kozuch-Theorie entsprechenden Wurmlöcher wurden künstlich verlängert, sodass sich Informationen mithilfe von höherdimensionalen Knoten auf ihnen kodieren ließen. Diese führen auf eine erweiterte Kozuch-Theorie mit dem Universum selbst als komplizierterer Standardfaser über einer sechsdimensionalen Makrosphäre, sodass ersteres strenggenommen nur eine Planck-Zeit von letzterem beschreibt. Auf der Suche nach den Transmutern genannten Verantwortlichen begibt sich die Diaspora in die sechsdimensionale Makrosphäre zu dem Planeten Kafka im Orbit um den Stern Poincaré und studiert Physik sowie Biologie in den fünf Raumdimensionen. Einige reisen weiter in ein gemäß der Dualität ebenso vierdimensionales Universum und erfahren von dem Transport der Neutronen von Lac G-1 zu Swift über ein höherdimensionales Kluster beschrieben durch eine unendlichdimensionale Kozuch-Theorie, in welchem die Wurmlöcher verlaufen und die anderen Universen sich befinden. Yatima findet die Transmuter letztendlich auf dem abgelegenen Planeten Kozuch im Orbit um den Stern Yang-Mills und will noch weiter reisen.

## Hintergrund (Literatur)
Menschen aus der Fraktion der Gleisner oder Citizens werden mit geschlechtsneutralen Pronomen („ve“ statt „he/she“, „ver“ statt „him/her“, „vis“ statt „his/hers“) angesprochen und beschrieben. Diese benutzt Greg Egan auch in Distress, seinem zuvor veröffentlichten Roman. Wegen der Bekanntheit beider Romane wird Greg Egan oft fälschlicherweise deren Einführung zugeschrieben, welcher dies jedoch nie für sich beansprucht hat. Tatsächlich tauchten die Pronomen bereits im Roman The Bone People von Keri Hulme aus dem Jahr 1986 auf, welcher oft als deren erste schriftliche Quelle genannt wird. Ob es bereits eine noch frühere gibt ist unklar.
Die Kurzgeschichte Wang's Carpets aus dem Jahr 1995 wurde etwas abgeändert als elftes Kapitel des Romans integriert.
Der Roman war für den Locus Award sowie den Aurealis Award im Jahr 1998 nominiert gewesen und erreichte bei ersterem den 7. Platz. Gewonnen wurden der japanische Seiun-Preis im Jahr 2006 und der spanische Ignotus Award sowie Xatafi-Cyberdark Award im Jahr 2010.

## Hintergrund (Mathematik und Physik)
Die im achten Kapitel geschilderte Möglichkeit von Zeitreisen mithilfe von zwei relativ zueinander bewegten Paaren von Wurmlöchern ist nicht fiktiv, sondern ergibt sich tatsächlich aus der Speziellen Relativitätstheorie. Unter der Annahme, dass ein in einen Schlund des Wurmlochs gesendetes Lichtsignal den anderen Schlund gleichzeitig verlässt, folgt dies mit relativer Bewegung aus der Relativität der Gleichzeitigkeit. Eine Verdeutlichung in einem Applet ist auf der Webseite von Greg Egan zu finden.

## Kritik
Karen Burnham schreibt in Strange Horizons, jedoch zu einer Kritik von The Eternal Flame von Greg Egan mit einem Rückblick auf Diaspora, dass dessen Entstehung während der 1990er (ebenso wie Der Planck-Sprung) nahelegt, dass seine Arbeit als Versuch einer Stellungnahme gesehen werden kann, dass die Leidenschaft für Wissenschaft genauso intensiv, bedeutungsvoll und aufregend sein kann wie ein actiongeladenes Weltraumoper oder ein introspektives Charakterdrama. („We can see Egan's work as attempting to make a statement that the passion for and understanding of science can be every bit as intense, meaningful, and exciting as an action-packed space opera or introspective character drama.“) Dabei schwimme Greg Egan gegen den Strom der westlichen Kultur, welche die Technologie wertschätzt, aber reine Wissenschaft als langweilig und schwer empfindet. („In this quest he is swimming upstream against the constant tide of Western culture that appreciates what technology has to offer but regards pure science as uniformly dull and difficult.“)